# Natalie Press
Natalie Press, née le 15 août 1980 à Londres, est une actrice britannique, dont la carrière cinématographique est lancée avec son rôle de Mona dans le film My Summer of Love, de Pawel Pawlikowski.

## Biographie
Natalie Press a vécu dans le nord de Londres; après avoir obtenu un diplôme universitaire, elle travaille dans une agence d'intérim, puis est vendeuse dans un magasin de vidéos jusqu'au succès de My Summer of Love.
Elle fait ses débuts professionnels en 2001 dans une série de la BBC Holby City.
Elle apparaît pour la première fois au cinéma en 2003 dans le court-métrage Wasp, de Andrea Arnold, qui obtiendra l'Oscar du meilleur court métrage en prises de vues réelles 2005.
Elle est April dans le film Red Road de Andrea Arnold, qui obtient le Prix du Jury au Festival de Cannes 2006.

## Filmographie
- 2002 : Les Témoins (The Gathering) de Brian Gilbert : une femme qui pousse le van
- 2003 : Wasp d'Andrea Arnold: Zoe
- 2005 : My Summer of Love  : Mona
- 2006 : Red Road  : April
- 2006 : Animal de Roselyne Bosch : la femme enceinte
- 2008 : In Tranzit (téléfilm) : Zina
- 2007 : La Ronde de nuit (Nightwatching) de Peter Greenaway : Marieke
- 2008 : Rembrandt's J'accuse de Peter Greenaway : Marieke (documentaire)
- 2008 : La Guerre de l'ombre (Fifty Dead Men Walking) : Lara
- 2008 : The End (court métrage) : Sarah
- 2008 : Cass : Elaine
- 2009 : Knife Edge : Emma
- 2012 : Ill Manors de Ben Drew : Katya
- 2015 : Les Suffragettes  : Emily Davison
- 2017 : The Rules for Everything de Kim Hiorthoy : Agnes